# Musoniola
Musoniola es un género de mantis (insecto del orden Mantodea) de la familia Thespidae. Es originario de América.

## Especies
Contiene las siguientes especies:
- Musoniola conservatrix
- Musoniola dohrniana
- Musoniola plurilobata
- Musoniola venezuelana
- Musoniola vicina